# Севоян, Санасар Семёнович
Санасар Семёнович Севоян (22.02.1922, Армения — 25.11.1962) — советский военнослужащий, участник Великой Отечественной войны, командир расчёта 120-милимитрового миномёта батареи 390-го Севастопольского стрелкового полка (89-я Таманская Краснознаменная ордена Красной Звезды стрелковая дивизия, 38-й стрелковый корпус, 33-я армия, 1-й Белорусский фронт), младший сержант, кавалер ордена Славы трёх степеней.

## Биография
Родился 22 февраля 1922 года в селе Большой Манташ Артикского района Армении. Армянин. Окончил 10 классов.
В Красной Армии с декабря 1941 года призван Артикским РВК, Армянская ССР, Артикский район. На фронте в Великую Отечественную войну с февраля 1942 года.
Командир расчёта 120-милимитрового миномёта батареи 390-го стрелкового полка (89-я стрелковая дивизия, Отдельная Приморская армия) младший сержант Севоян при освобождении города Керчь, когда на одной из улиц группа немцев попыталась окружить позиции миномётчиков, с автоматом и гранатами участвовал в отражении атаки. На подступах к миномётной позиции было уничтожено более двух десятков фашистов.
При освобождении Севастополя бессменно находился на огневой позиции, поддерживая наступающую пехоту. В районе города Балаклава (Крым) в составе расчёта 4 мая 1944 года огнём из миномёта разбил орудие, три повозки с грузом, подавил два пулемёта и поразил до десяти гитлеровцев.
Приказом по 89-й стрелковой дивизии от 2 июня 1944 года младший сержант Севоян Санасар Семёнович награждён орденом Славы 3-й степени (№ 119956).
Наводчик батареи 120-милимитровых миномётов того же полка и дивизии (33-я армия, 1-й Белорусский фронт) Севоян при прорыве обороны противника (в 20 километров севернее города Солец, Польша) 14—15 января 1945 года подавил огонь батареи, разбил три пулемётные точки и истребил до десяти гитлеровцев.
Приказом по 33-й армии от 21 февраля 1945 года младший сержант Севоян Санасар Семёнович награждён орденом Славы 2-й степени (№ 11335).
При прорыве обороны противника в 10 километрах южнее города Франкфурт-на-Одере (Германия) наводчик сержант Севоян вместе с расчётом 17 апреля 1945 года уничтожил три пулемёта и орудие противника. В уличных боях в городе Берлин вывел из строя два вражеских пулемёта.
Указом Президиума Верховного Совета СССР от 15 мая 1946 года за мужество, отвагу и героизм, проявленные в борьбе с немецко-фашистскими захватчиками, младший сержант Севоян Санасар Семёнович награждён орденом Славы 1-й степени (№ 1322).
В 1946 году демобилизован. Жил в селе Мец-Манташ Артикского района. Работал председателем сельского совета. Умер 25 ноября 1962 года.

## Награды
- Орден Славы 1-й (	15.05.1946)[5][2], 2-й (	21.02.1945)[4] и 3-й (15.05.1946)[2][3] степеней

- медали, в том числе:
  - «За боевые заслуги» (11.10.1943)[6].

- - «За оборону Кавказа»(1.5.1944)[7].
  - «В ознаменование 100-летия со дня рождения Владимира Ильича Ленина» (6 апреля 1970)
  - «За победу над Германией» (9 мая 1945[8])[9].
  - «За взятие Берлина»(9.5.1945)[10].

- - «За освобождение Варшавы»(9.6.1945)[11]

## Память
- На могиле установлен надгробный памятник
- Имя воина увековечено в Главном Храме Вооружённых сил России и на мемориале «Дорога памяти»[12]